# Khalifa bin Salman al-Khalifa
Khalifa bin Salman al-Khalifa (24 de novembro de 1935 – 11 de novembro de 2020) foi um nobre e político do Barém. Ocupou o cargo de primeiro-ministro do país, de 1971 até a sua morte em 2020. Foi membro da família real do Barém. Ele é o tio paterno do atual rei Hamad bin Isa al-Khalifa, pois é o irmão mais novo do antigo emir Isa bin Salman Al Khalifa.
Foi membro do Conselho de Educação entre 1956 e 1957 e presidente do mesmo conselho entre 1957 e 1960. Posteriormente, foi diretor do Departamento de Finanças (1960–1966), diretor das Finanças e presidente do Conselho de Eletricidade (1961).

## Educação
H.R.H começou a aprender o Alcorão Sagrado pelas mãos de um dos mais famosos xeques do Barém na época. Demorou pouco tempo para ele começar sua educação formal. Seu pai, H.H. Shaikh Salman Bin Hamad Al Khalifa, o Governador do Barém, nomeou um grupo dos professores mais qualificados da época para ensinar-lhe assuntos básicos antes de ingressar na Escola do Governo. Em 1957, ele foi enviado para estudar na Grã-Bretanha até 1959.

## Morte
Khalifa morreu em 11 de novembro de 2020, aos 84 anos, em um hospital dos Estados Unidos.